# Dan Biggar
Daniel „Dan“ Rhys Biggar (* 16. října 1989, Morriston) je velšský ragbista, hrající za francouzský klub Toulon na pozici útokové spojky. 
Biggar se narodil v Morristonu, Swansea. První zkušenosti v mezinárodních zápasech nasbíral v reprezentačních týmech hráčů do 16 a 20 let. V říjnu 2008 byl vybrán do velšského národního týmu pro podzimní mezinárodní sérii 2008, kde poprvé nastoupil ve věku 19 let proti Kanadě 18. listopadu.
S reprezentací Walesu vyhrál Six Nations v letech 2013, 2019, 2021. Po MS 2023 ukončil reprezentační kariéru. Za Wales odehrál 112 zápasů a připsal si 633 bodů. V roce 2017 a 2021 byl součástí Britských a Irských lvů. 
V roce 2012 dosáhl významného milníku, když odehrál 100. zápas za Ospreys. Ve stejný rok a v roce 2010 se stal vítězem Keltské ligy. V sezoně 2013/14 se stal nejlépe bodujícím hráčem PRO12 s 219 body. Nejvíce bodů si připsal i v sezoně 2011/12 (257 bodů) a v sezoně 2010/11 (248 bodů). 7. prosince 2015 vyhrál cenu BBC Cymru.
Od sezony 2018/19 byl hráčem anglického Northamptonu Saints. Od sezony 2022/23 je hráčem francouzského Toulon.
Biggar má před každým kopáním svůj vlastní rituál, který fanoušci nazývají „Biggaréna“ po slavném hitu Macarena z roku 1995, který složil Los Del Rio.

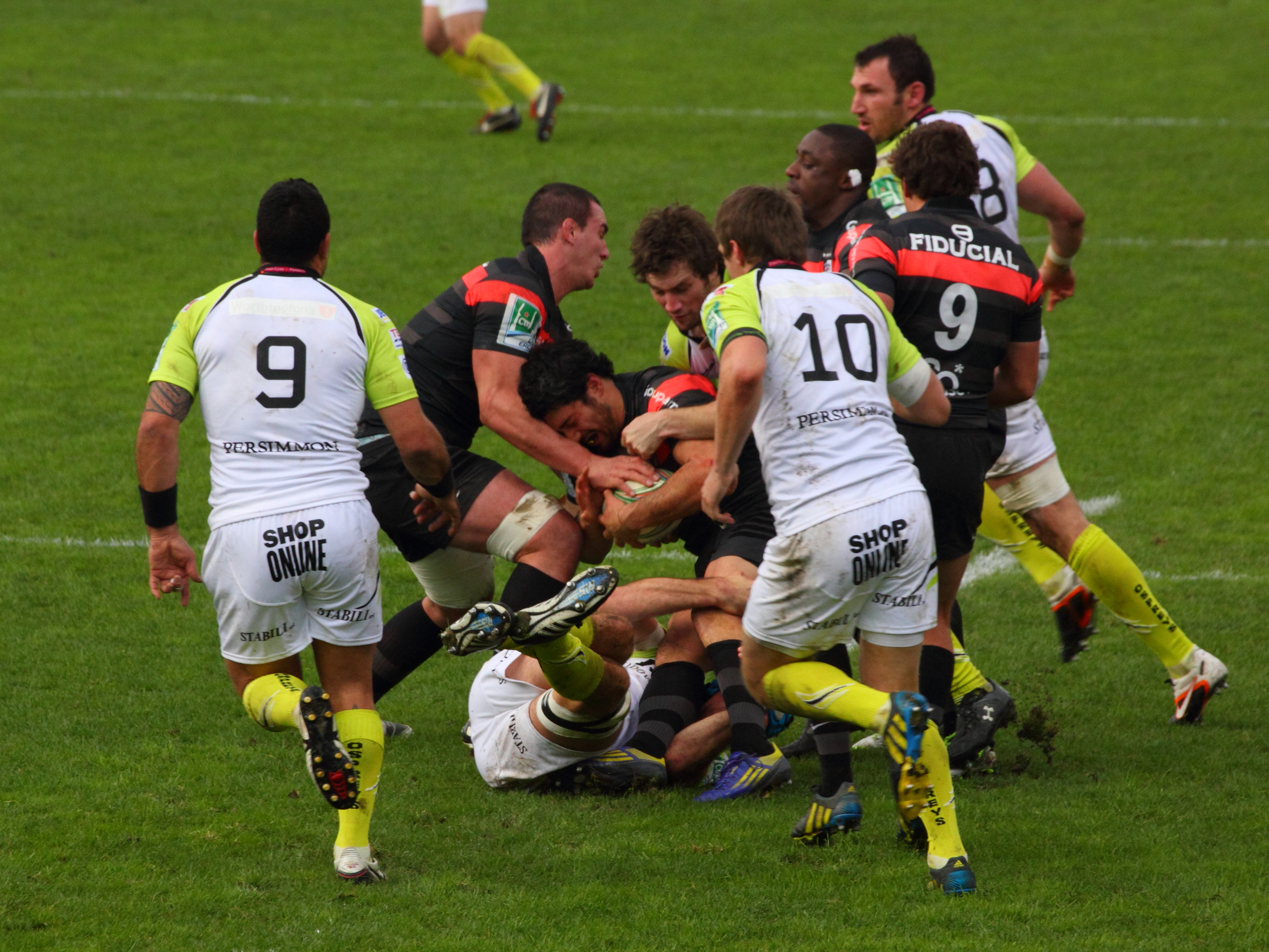
Dan Biggar v dresu číslo 10